# Federico More Ruiz
Federico More Ruiz fue un hacendado, militar y político peruano. Fue hijo de un inmigrante escocés llamado John Moore (nombre que luego se acriolló como "More") que se estableció en el departamento de Puno y fue propietario de la hacienda Miraflores, cerca de Lampa. Estuvo casado con Julia Barrionuevo y su hijo Federico More Barrionuevo fue un importante periodista y escritor. Fue militar llegando a tener el grado de coronel y tuvo una participación activa en la Guerra del Pacífico, especialmente en la campaña de Tacna y Arica
En 1881 formó parte de la Asamblea Nacional de Ayacucho en representación de la provincia de Arica convocada por Nicolás de Piérola luego de la Ocupación de Lima durante la Guerra del Pacífico. Este congreso aceptó la renuncia de Piérola al cargo de dictador que había tomado en 1879 y lo nombró presidente provisorio. Sin embargo, el desarrollo de la guerra generó la pérdida de poder de Piérola por lo que este congreso no tuvo mayor relevancia.
Fue elegido diputado por la provincia de La Mar en el congreso reunido en Arequipa en 1883 por el presidente Lizardo Montero luego de la derrota peruana en la guerra con Chile.
En 1895 fue elegido senador por el departamento de Puno hasta 1898 durante el segundo gobierno de Nicolás de Piérola.
Falleció en la ciudad de Puno el 11 de marzo de 1915